# Katedra Świętego Bawona

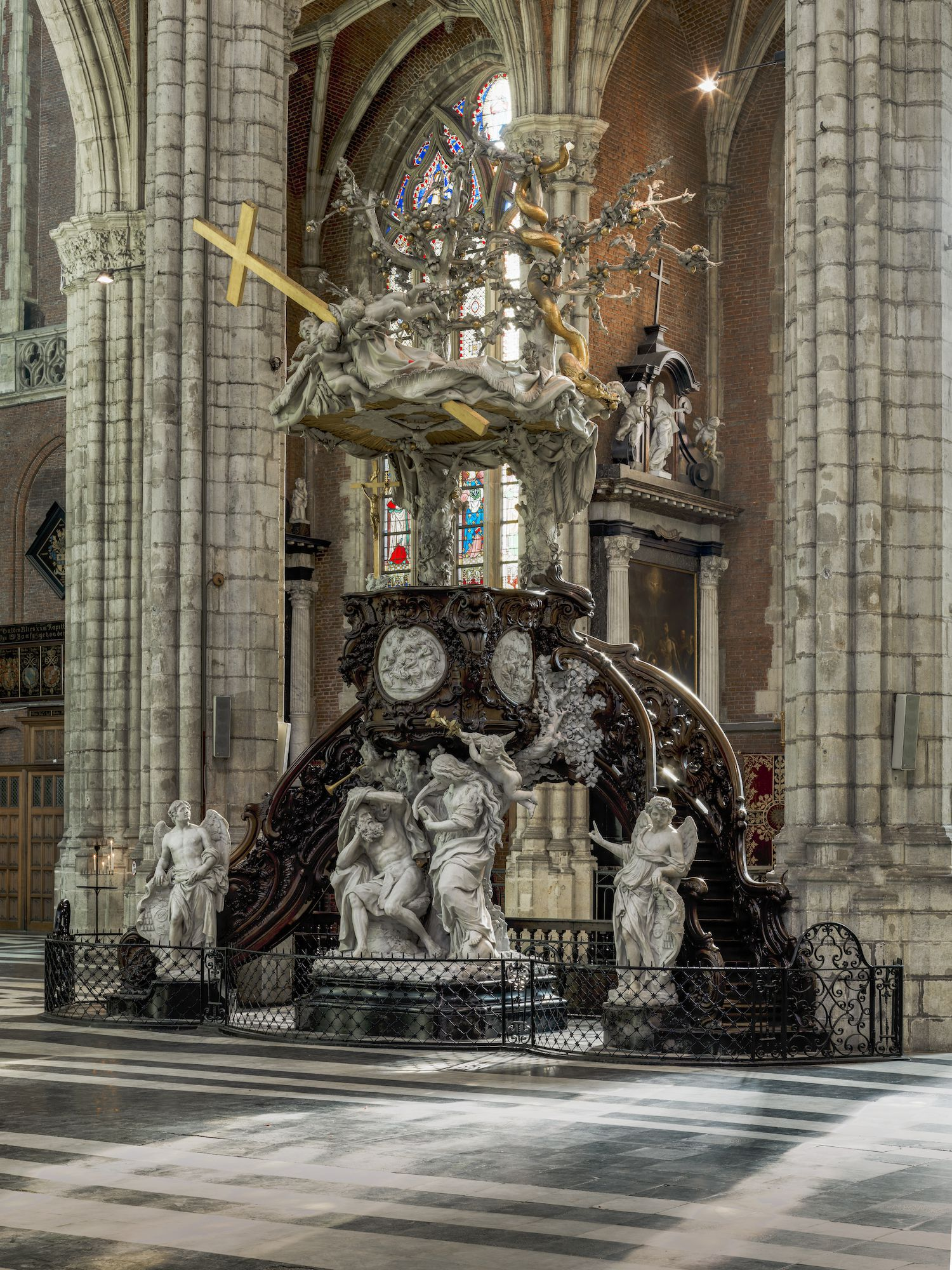
Ambona autorstwa Laurenta Delvaux

Katedra Świętego Bawona (znana też jako Katedra Sint-Baafs lub Sint-Baafskathedraal) – siedziba diecezji w Gandawie, nazwana imieniem Św. Bawona. Świątynia była miejscem chrztu Karola V.

## Historia
Budynek oparty na bazie pierwotnej kaplicy św. Jana Chrzciciela, o konstrukcji głównie drewnianej, konsekrowanej w 942 przez Transmarusa, biskupa Tournai i Noyon. Po tej świątyni nie zachowały się żadne ślady. Na jej miejscu w połowie XII wieku zbudowano na planie krzyża romański kościół pod tym samym wezwaniem. Pozostałości tej konstrukcji – bogato zdobione freskami mury, są widoczne w krypcie katedry. W późniejszym okresie
na miejscu romańskiej budowli powstał kościół gotycki. Jego budowa przebiegała w trzech fazach – na początku XIV wieku odnowiono chór w stylu gotyckim znad Skaldy. Ambit i wieniec kaplic pochodzą z XV wieku; W drugiej fazie budowy (1462–1538) wzniesiona została zachodnia wieża świątyni (wysokość 82 metry). W 1602 roku drewniana kopuła wieży spłonęła od uderzenia pioruna i nigdy nie została odbudowana. W 1553 roku rozpoczęto budowę nawy głównej, transeptu i ośmiu kaplic bocznych. Zarówno wieża, jak i późniejsze części katedry, zbudowane są w stylu gotyku brabanckiego. Widoczna jest nie tylko różnica w stylach, ale także wyraźny kontrast pomiędzy niebieskim granitem z Tournai, użytym przy budowie chóru, a piaskowcem i cegłą, których użyto do budowy naw. W 1559 roku (niektóre źródła podają rok 1561), kiedy powstało biskupstwo gandawskie, kościół podniesiony został do rangi katedry. Budowlę uznano za ukończoną w 1569.
W 1539, w rezultacie buntu przeciwko Karolowi V, stare opactwo Św. Bawona zostało rozwiązane. Jego opat wraz z mnichami musieli przenieść się do kościoła, wtedy wciąż jeszcze pod wezwaniem św. Jana. Kościół stał się kościołem kapitularnym, a mnisi kanonikami. Później katedra otrzymała nowego patrona – Św. Bawona.
W wyniku rewolty ikonoklastów kościół został dwukrotnie (w 1566 i 1578) splądrowany. W 1640 roku spłonął dach katedry. W kolejnych latach katedra przechodziła liczne restauracje. Bogate barokowe wnętrze katedry pochodzi w dużej mierze z czasów, gdy biskupem Gandawy był Antonius Triest (1622–1657).
W styczniu 2006 roku rozpoczęła się restauracja katedry.

## Dzieła sztuki

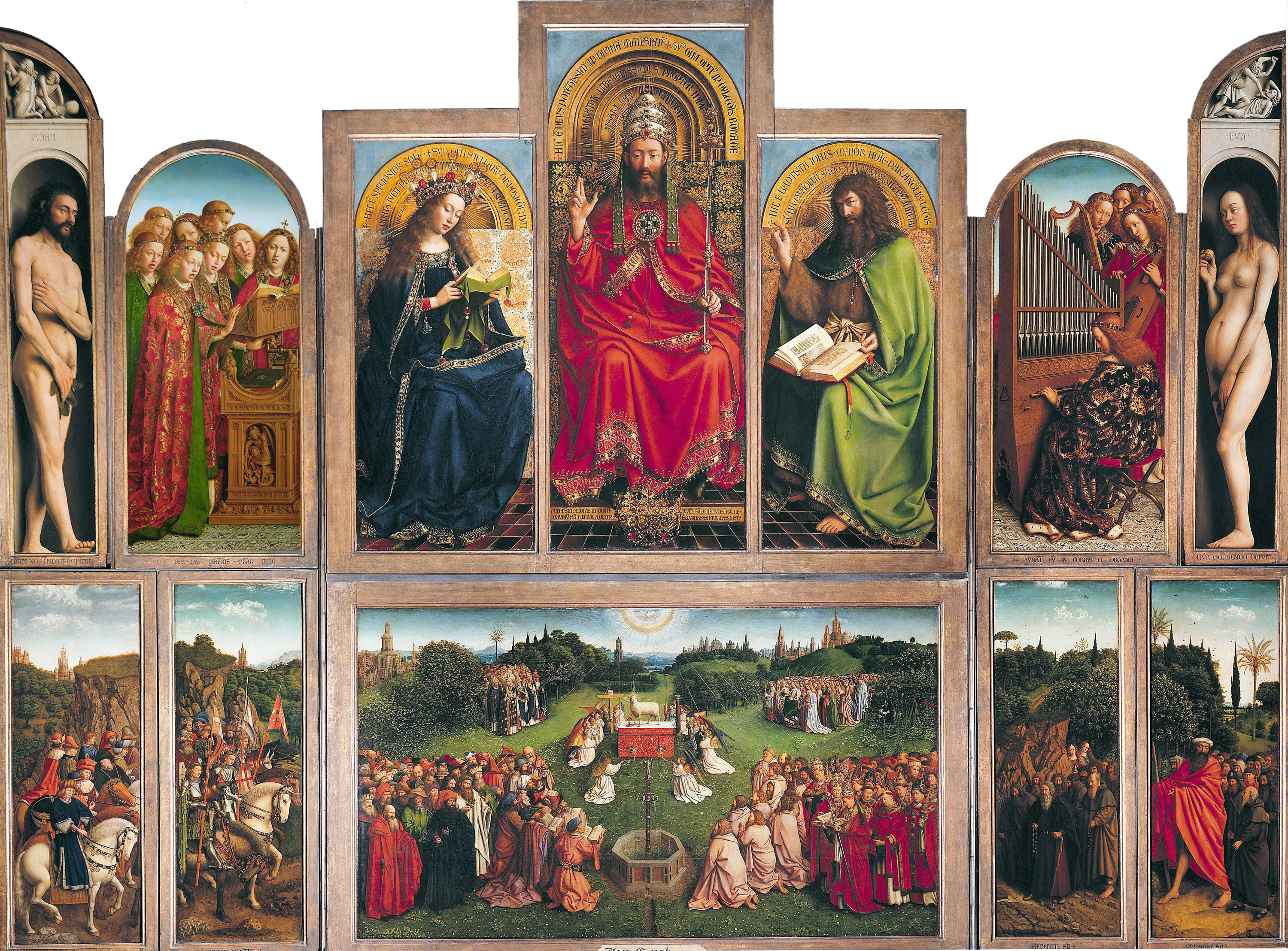
Ołtarz Gandawski

Katedra jest znana z Ołtarza Gandawskiego, oficjalnie znanego jako Adoracja Mistycznego Baranka autorstwa braci Huberta i Jana van Eycków, ukończonego w 1432. Jest to obraz uchodzący za opus magnum średniowiecznego malarstwa.
Innym znanym dziełem jest obraz Rubensa Św. Bawo przybywa do klasztoru w Gandawie.

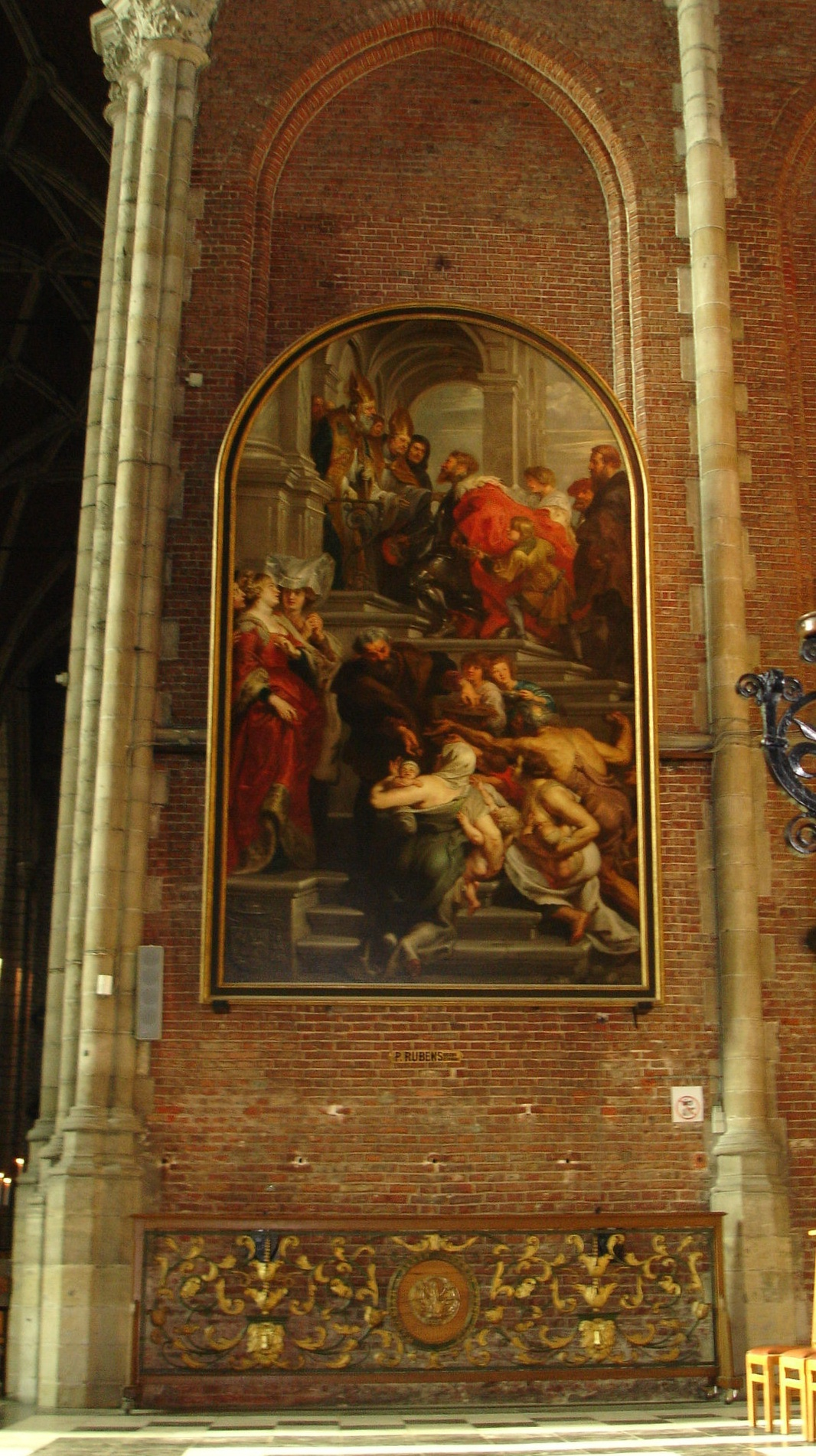
Święty Bawo na obrazie Rubensa

Do dzieł sztuki można także zaliczyć pochodzącą z 1745 roku rokokową ambonę autorstwa Laurenta Delvaux.